# Юкталинский сельсовет
Юктали́нский сельсове́т — упразднённое сельское поселение в Тындинском районе Амурской области.
Административный центр — посёлок Юктали.

## История

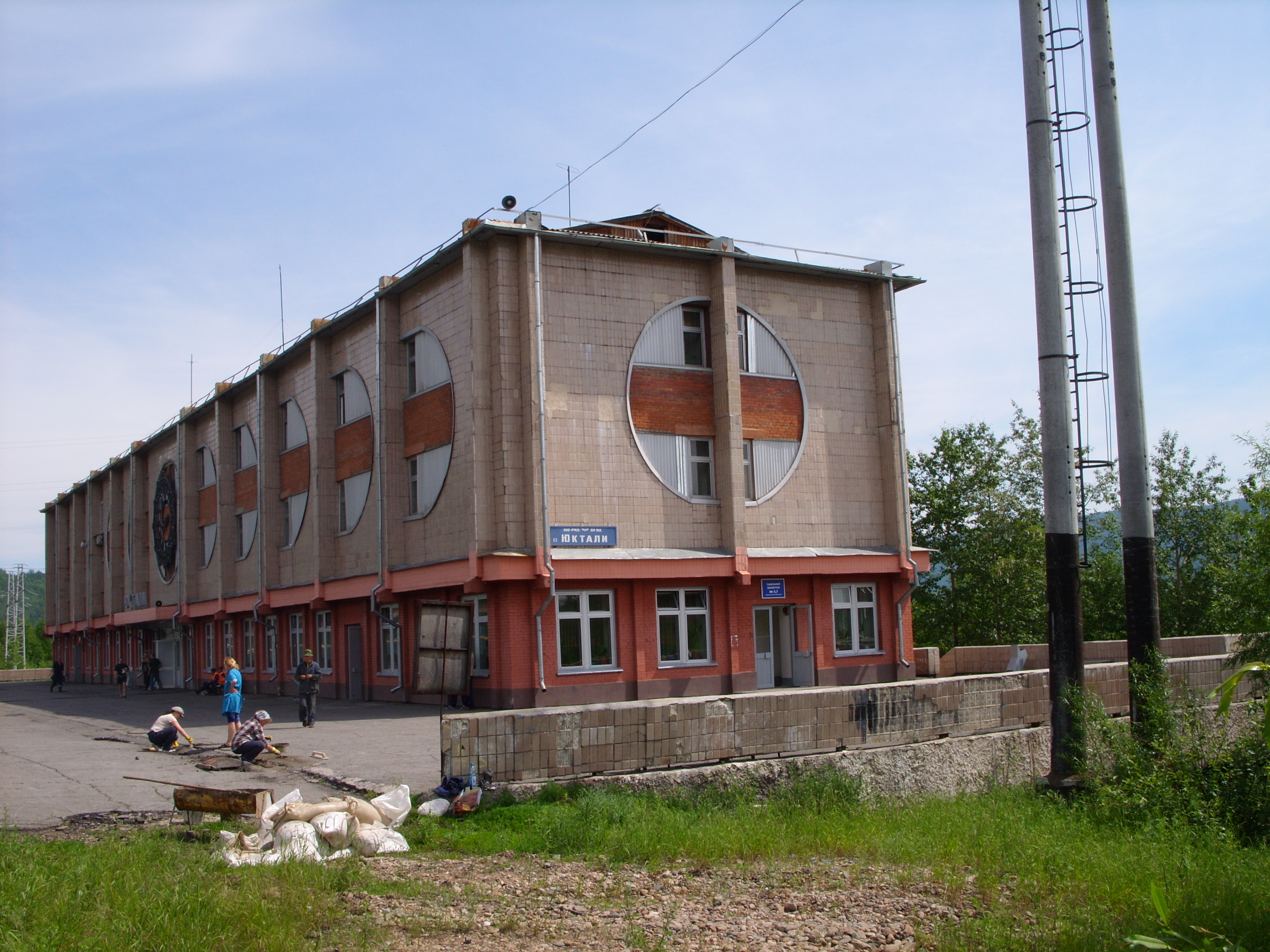
Вокзал станции Юктали

Юкталинский сельский Совет народных депутатов образован на основании решения исполкома Амурского областного Совета народных депутатов от 23.05.1979 года.
3 августа 2005 года в соответствии с Законом Амурской области № 32-ОЗ муниципальное образование наделено статусом сельского поселения.
Упразднено в январе 2021 года в связи с преобразованием муниципального района в муниципальный округ.

## Население
| 2002  | 2010  | 2011  | 2012  | 2013  | 2014  | 2015  |
| ----- | ----- | ----- | ----- | ----- | ----- | ----- |
| 1976  | ↘1628 | ↘1617 | ↘1522 | ↘1451 | ↘1402 | ↘1345 |
| 2016  | 2017  | 2018  |       |       |       |       |
| ↘1307 | ↘1287 | ↘1240 |       |       |       |       |

## Состав сельского поселения
| № | Населённый пункт | Тип населённого пункта          | Население |
| - | ---------------- | ------------------------------- | --------- |
| 1 | Юктали           | посёлок, административный центр | ↗1494     |